# نظام غذائي خال من الغلوتين

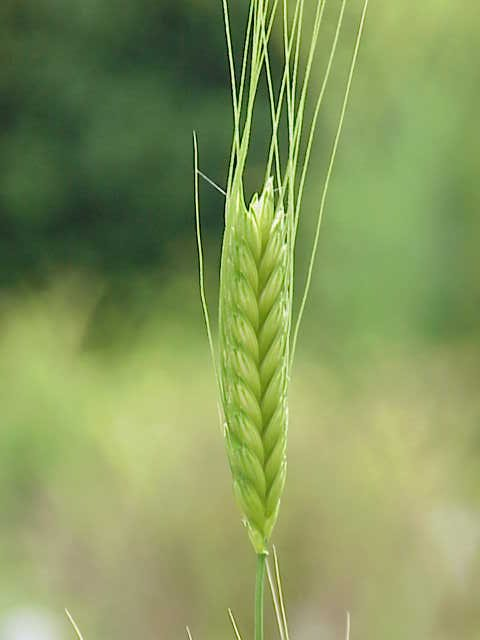
قمح.

النظام الغذائي الخالي من الغلوتين هو حمية غذائية تعتمد على الاستغناء الكامل عن الغلوتين، الذي هو خليط من البروتينات الموجودة في القمح والحبوب المُشابهة، بما في ذلك الشعير والجاوار والشوفان وجميع أنواعها وهجنها (مثل الهجاء والكاموت والتريتيالي). لا يزال إدراج الشوفان في نظام غذائي خالٍ من الغلوتين مثيرًا للجدل، وقد يعتمد على صنف الشوفان والتلوث المتقاطع مع الحبوب الأخرى المحتوية على الغلوتين.
يسبب الغلوتين مشاكل صحية لمن يعاني من اضطرابات متعلقة بالغلوتين، بما في ذلك مرض الاضطرابات الهضمية وتحسس غلوتيني لابطني وترنح الغلوتين والتهاب الجلد الهربسي الشكل وحساسية القمح. يظهر النظام الغذائي الخالي من الغلوتين كعلاجٍ فعال عند هؤلاء الناس، ولكن العديد من الدراسات تظهر أن حوالي 79% من الأشخاص الذين يعانون من مرض الاضطرابات الهضمية لديهم انتعاش غير مكتمل للأمعاء الدقيقة، على الرغم من اتباعهم نظام غذائي صارم خال من الغلوتين؛ وذلك بسبب التناول غير المقصود للغلوتين، فالناس الذين يعانون من ضعف في التعليم الأساسي وفهم النظام الغذائي الخالي من الغلوتين يعتقدون في كثير من الأحيان أنهم يتبعون النظام الغذائي بدقة، لكنهم يرتكبون أخطاء بشكل متكرر. بالإضافة إلى ذلك، قد يؤدي اتباع نظام غذائي خال من الغلوتين، في بعض الحالات على الأقل، إلى تطور الأعراض المعدية المعوية أو الجهازية في أمراض مثل متلازمة الأمعاء المتهيجة، والتهاب المفاصل الروماتويدي، والتصلب المتعدد أو اعتلال الأمعاء بفيروس نقص المناعة البشرية، وغيرها.  كما تم الترويج للأنظمة الغذائية الخالية من الغلوتين كعلاج بديل للأشخاص المصابين بالتوحد، ولكن الدليل الحالي على فعاليتها في إجراء أي تغيير في أعراض التوحد محدود وضعيف. البروتينات الغلوتينة لها قيمة غذائية وحيوية منخفضة، والحبوب التي تحتوي على الغلوتين ليست ضرورية في الغذاء البشري.  مع ذلك، فإن الاختيار غير المتوازن للغذاء والاختيار غير الصحيح لمنتجات بديلة خالية من الغلوتين قد يؤديان إلى قصور في التغذية. قد يؤدي استبدال الدقيق من القمح أو الحبوب المحتوية على الغلوتين مع الدقيق الخالي من الغلوتين في المنتجات التجارية إلى انخفاض كمية المغذيات الهامة، مثل الحديد وفيتامين ب. بعض منتجات الاستبدال التجارية الخالية من الغلوتين غير مخصبة أو محصنة كما نظائرها المحتوية على الغلوتين، وغالبًا ما تحتوي على نسبة أكبر من الدهون/الكربوهيدرات. غالباً يستهلك الأطفال هذه المنتجات، مثل الوجبات الخفيفة والبسكويت. يمكن الوقاية من المضاعفات الغذائية عن طريق التعليم الغذائي الصحيح. 
يجب أن يعتمد النظام الغذائي الخالي من الغلوتين أساسًا على الأطعمة الخالية من الغلوتين بشكل طبيعي مع توازن جيد بين العناصر الغذائية الصغرى والكبيرة: اللحوم والأسماك والبيض والحليب ومنتجات الألبان والبقوليات والمكسرات والفواكه والخضروات والبطاطا والأرز والذرة، جميعها مُكونات مناسبة لهذا النظام الغذائي، إذا استُخدمت منتجات بديلة خالية من الغلوتين تم إعدادها تجاريًا، فإن اختيار المنتجات المخصبة أو المحصنة بالفيتامينات والمعادن هو الأفضل. يعتبر الكينوا، القطيفة، والحنطة السوداء، وبعض الحبوب الثانوية هي بدائل صحية لهذه المنتجات المُحضرة ولها قيمة بيولوجية وغذائية عالية.

## الأسباب الكامن وراء اتباع هذه الحمية

### الداء البطني
الداء البطني هو مرض مزمن، ومتواسط بالمناعة، وهو عملية معوية بشكل أساسي تنتج عن تناول القمح، والشعير والجاودار، ومشتقاتها، يظهر لدى الأشخاص المؤهلين وراثيًا من كل الأعمار. الداء البطني ليس مرضًا هضميًا فقط، فهو يصيب عدة أعضاء، ويسبب مجموعة كبيرة من الأعراض غير الهضمية، والأهم أنه قد يكون لا عرضيًا بشكل كامل في أغلب الأحيان. من الصعوبات الإضافية أمام وضع التشخيص أن الواسمات المصلية (ترانسغلوتاميناز المضاد للنسيج) لا تكون موجودة دائمًا، وقد يكون لدى العديد من الأشخاص المصابين بالداء البطني آفات مخاطية صغيرة دون حدوث نقص تصنع في الزغابات المعوية.
يصيب الداء البطني نحو 1 – 2% من الناس عمومًا في كل أنحاء العالم، ونسبة الإصابة به في ازدياد، لكن لا يجري التعرف على معظم الحالات فتبقى بذلك غير مُشخَّصة ولا تُعالَج ما يعرض المريض لخطر حدوث اختلاطات طويلة الأمد. قد يعاني الناس من أعراض المرض الشديدة، ويخضعوا لاستقصاءات كثيفة طوال سنوات قبل الوصول إلى التشخيص الصحيح. قد يسبب الداء البطني غير المعالج سوء امتصاص، ونقصًا في جودة الحياة، وعوز الحديد، وهشاشة عظام، واختلاطات توليدية (ولادة جنين ميت، وتحدد النمو داخل الرحم، والولادة المبكرة، وانخفاض وزن الولادة، وصغر حجم الجنين بالنسبة لسن الحمل)، وزيادة خطر حدوث اللمفومات المعوية، ومعدل فيات أعلى. يرتبط الداء البطني ببعض الأمراض المناعية الذاتية مثل داء السكري نمط 1، والتهاب الغدة الدرقية، ورنح الغلوتين، والصدفية، والبهاق، والتهاب الكبد المناعي الذاتي، والتهاب الجلد الهربسي الشكل، والتهاب الأقنية الصفراوية المصلب البدئي، وغيرها.
إن المرض البطني المترافق «بأعراض كلاسيكية»، تشمل التظاهرات الهضمية مثل الإسهال المزمن، وانتفاخ البطن، وسوء والامتصاص، وفقد الشهية، وقصور النمو، هو في الوقت الحالي أقل أشكال التظاهرات شيوعًا، ويصيب بصورة أساسية الأطفال الصغار بعمر أصغر من عامين عمومًا.
المرض البطني المترافق «بأعراض غير كلاسيكية» هو أشيع نمط سريري، ويحدث لدى الأطفال بعمر أكبر من عامين، واليافعين، والكبار. يتميز بوجود أعراض هضمية أخف أو قد تكون غائبة، وبطيف واسع من التظاهرات غير المعوية التي قد تشمل أي عضو في الجسم، ويشيع أن يكون غير عرضي لدى الأطفال (على الأقل 43% من الحالات) والكبار.
إن اتباع نظام غذائي خالٍ من الغلوتين مدى الحياة هو العلاج الوحيد المقبول طبيًا للمصابين بالداء البطني.

### تحسس الغلوتين غير البطني
يوصف تحسس الغلوتين غير البطني بأنه حالة مرضية تترافق بأعراض متعددة تتحسن عند الاعتماد على نظام غذائي خالٍ من الغلوتين، وذلك بعد استبعاد الحساسية من القمح والداء البطني. قد يعاني المصابون بتحسس الغلوتين غير البطني من أعراض هضمية تشبه تلك التي يعاني منها المصابون بمتلازمة القولون المتهيج أو طيف من الأعراض غير الهضمية.
قد تشمل الأعراض الهضمية أي من التالي: ألم بطني، وانتفاخ، وشذوذات في العادات المعوية (إما إسهال أو إمساك)، وغثيان، وابتلاع الهواء، وداء القلس المعدي المريئي، والتهاب المعدة القلاعي. يشار إلى وجود طيف من الأعراض خارج المعوية التي يُقال بانها تكون التظاهر الوحيد لتحسس الغلوتين غير البطني في حال غياب الأعراض الهضمية، لكن ذلك يبقى مختلفًا عليه. تشمل هذه الأعراض: صداع، أو شقيقة، أو «تشوش ذهن»، أو إعياء، أو ألم عضلي ليفي، أو ألم مفصلي وعضلي، أو خدر (نقص الحس) في الذراع أو الساق، أو مذل في الأطراف، أو التهاب جلد (أكزيما أو طفح جلدي)، أو اضطرابات تأتبية مثل الربو والتهاب الأنف والحساسيات الأخرى، أو اكتئاب، أو قلق، أو فقر دم بعوز الحديد، أو عوز الفولات، أو الأمراض المناعية الذاتية.
تحسس الغلوتين غير البطني متورط أيضًا في بعض الاضطرابات العصبية النفسية بما فيها الفصام، واضطرابات الأكل، والتوحد، واعتلال الأعصاب المحيطي، والرنح، واضطراب نقص الانتباه مع فرط النشاط. يوجد لدى أكثر من 20% من المصابين بتحسس الغلوتين غير البطني حساسية متواسطة بـ IgE تجاه واحد أو أكثر من المستنشقات، أو الأطعمة، أو المعادن، يشيع منها السوس (قراديات)، والنجيلية، وباريتاريا، وشعر الكلاب أو القطط، والمحاريات، والنيكل. يعاني تقريبًا 35% من المصابين بتحسس الغلوتين غير البطني من عدم تحمل الأطعمة بشكل أساسي عدم تحمل اللاكتوز.
إن الآلية المرضية لتحسس الغلوتين غير البطني غير مفهومة حتى الآن. لذلك فهي متلازمة مختلف عليها، وما زال بعض الباحثين يشكك بوجودها. هناك أدلة على أن ليس فقط الغليادين (مولد الضد السمي الخلوي الأساسي في الغلوتين) بل البروتينات الأخرى أيضاً التي تدعى بمثبطات أميلاز تربسين القمح تكون موجودة في الحبوب الحاوية على الغلوتين (القمح، والشعير والجاودار، ومشتقاتها) تلعب دورًا في حدوث الأعراض. إن مثبطات أميلاز تربسين القمح هي مفعلات محتمله لجهاز المناعي الفطري. تكون الفودماب موجودة بكميات قليلة في الحبوب الحاوية على الغلوتين، وقد حُدِّدت بأنها سبب محتمل لبعض الأعراض الهضمية لدى المصابين بتحسس الغلوتين غير البطني. بدءًا من 2019، خلصت مراجعات إلى أنه على الرغم من أن الفودماب (الكربوهيدرات القابلة للتخمر) وخاصة الفركتانز قد تلعب دورًا في حدوث تحسس الغلوتين غير البطني إلا أنها تفسر حدوث بعض الأعراض الهضمية فقط مثل الانتفاخ، لكن قد تحدث أعراض غير هضمية أيضًا لدى المصابين بتحسس الغلوتين غير البطني مثل الاضطرابات العصبية، والألم العضلي الليفي، والاختلالات النفسية، والتهاب الجلد.